# Macrocentrus novaguineensis
Macrocentrus novaguineensis är en stekelart som beskrevs av Szepligeti 1902. Macrocentrus novaguineensis ingår i släktet Macrocentrus och familjen bracksteklar. Inga underarter finns listade i Catalogue of Life.